# ورزشگاه دهوک
ورزشگاه دهوک (به عربی: ملعب دهوك) (به کردی: یاریگای  دهۆک)
ورزشگاهی چندکاربردی در شهر دهوک عراق می‌باشد. امروزه از آن بیشتر برای برپایی مسابقه‌های فوتبال و به عنوان ورزشگاه خانگی باشگاه ورزشی دهوک استفاده می‌شود. این ورزشگاه گنجایش ۱۰۰۰۰ نفر تماشاچی را دارد که گنجایش آن پس از بازسازی به ۳۰۰۰۰ نفر افزایش خواهد یافت.